# Shut Down Your Soul
Shut Down Your Soul è un singolo del gruppo musicale statunitense Julien-K, pubblicato il 28 febbraio 2020 come secondo estratto dal quinto album in studio Harmonic Disruptor.

## Video musicale
Il videoclip, diretto da Bidi Cobra, Ryan Shuck e Amir Derakh, è stato pubblicato il 14 febbraio 2020 attraverso il canale YouTube del gruppo e mostra i componenti della formazione eseguire il brano all'interno di un ambiente scarsamente illuminato.

## Tracce
Testi e musiche di Amir Derakh, Ryan Shuck e Anthony Valcic,
Download digitale
1. Shut Down Your Soul – 3:17

Download digitale – remix
1. You // Shut Down Your Soul (Julien-K & Aesthetic Perfection) – 3:42
2. You // Shut Down Your Soul (Julien-K & Aesthetic Perfection) (Instrumental) – 3:42

## Formazione
Gruppo
- Ryan Shuck – voce, chitarra, basso, sintetizzatore
- Amir Derakh – chitarra, basso, programmazione, sintetizzatore
- Anthony "Fu" Valcic – programmazione, sintetizzatore

Produzione
- Amir Derakh – produzione, missaggio, registrazione
- Anthony "Fu" Valcic – registrazione
- Mike Marsh – mastering